# Азимутальна проєкція

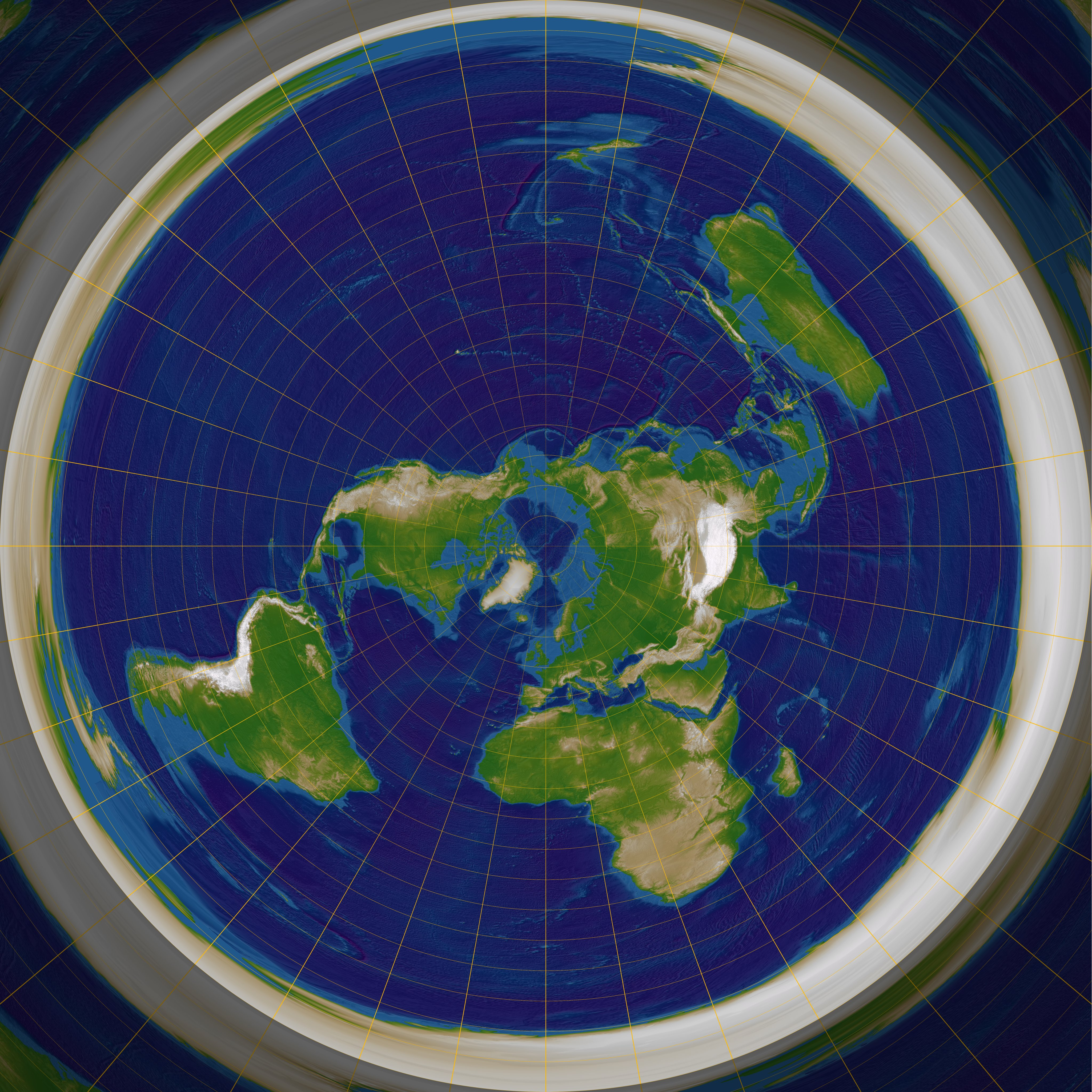
Полярна азимутальна проєкція

Емблема ООН містить полярне азимутальне еквідистантне зображення Землі.

Азимутальна еквідистантна проєкція — одна з найважливіших картографічних проєкцій.
У азимутальній проєкції паралелі нормальної сітки є концентричні кола, а меридіани — їх радіуси, що розходяться із загального центру паралелей під кутами, рівними різниці довгот. Кожна точка на карті має той же самий азимут стосовно середнього меридіана, який ця ж точка має з середнім меридіаном на сфері.
Нормальні азимутальні проєкції застосовуються для карт полярних країн, для Арктики і Антарктиди.

## Ресурси Інтернету
- natural/article/14/141 61.HTM Азимутальна картографічна проєкція[недоступне посилання з червня 2019]
- Table of examples and properties of all common projections [Архівовано 25 квітня 2009 у Wayback Machine.], from radicalcartography.net
- Online Azimuthal Equidistant Map Generator [Архівовано 3 квітня 2014 у Wayback Machine.]
- An interactive Java Applet to study the metric deformations of the Azimuthal Equidistant Projection.
- GeographicLib [Архівовано 9 листопада 2009 у Wayback Machine.] provides a class for performing azimuthal equidistant projections centered at any point on the ellipsoid.
- Animated US National Weather Service Wind Data for Azimuthal equidistant projection [Архівовано 9 березня 2017 у Wayback Machine.].